# Kieran Page

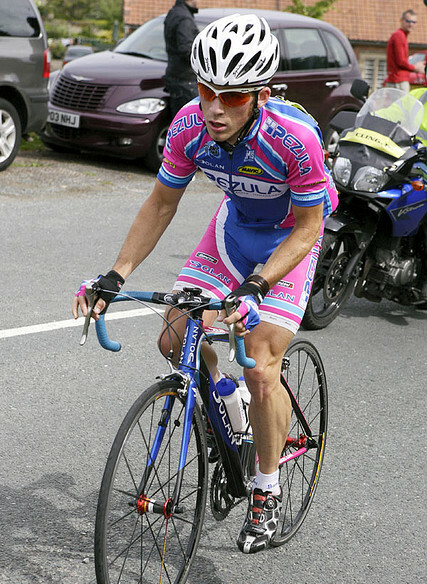
Kieran Page bei den Britischen Straßen-Radmeisterschaften 2008

Kieran Page (* 2. Mai 1983 in Newport/Isle of Wight) ist ein britischer Bahn- und Straßenradrennfahrer.
Kieran Page wurde im Jahr 2000 in der Junioren-Klasse britischer Straßenmeister und er gewann das Eintagesrennen Omloop Mandel-Leie-Schelde. Im nächsten Jahr gewann er eine Etappe beim Yorkshire Classic. Bei der U23-Bahnradeuropameisterschaft in Büttgen holte er sich die Bronzemedaille in der Einerverfolgung. In der Saison 2003 wurde Page in der U23-Klasse britischer Meister im Straßenrennen und er gewann eine Etappe bei der Herald Sun Tour. 2005 gewann er die zweite Etappe der Ronde du Gard und 2006 war er auf zwei Teilstücken der Surrey League 5 Days erfolgreich. Im Spätsommer 2006 fuhr er für das Team L.P.R. als Stagiaire, bekam aber keinen Profivertrag für die folgende Saison. Seit 2008 fährt Page für das irische Continental Team Pezula Racing.

## Erfolge – Straße
2000
- Britischer Straßenmeister (Junioren)

2003
- Britischer Straßenmeister (U23)
- eine Etappe Herald Sun Tour (2.3)

## Teams
- 2001 SP Systems/Wightlink RT

- 2004 UVCA Troyes

- 2006 Team L.P.R. (Stagiaire)
- 2007 AVC Aix-en-Provence
- 2008 Pezula Racing

- 2013 SC Nice